# Pascal Richard
Pascal Richard (ur. 16 marca 1964 w Vevey) – szwajcarski kolarz szosowy i przełajowy, mistrz olimpijski na szosie oraz dwukrotny medalista przełajowych mistrzostw świata.

## Kariera
W początkowych latach swojej kariery był obiecującym kolarzem przełajowym, został nawet mistrzem świata w tej dyscyplinie w roku 1988. Później zmienił specjalność na kolarstwo szosowe, wykazując przy tym duży talent do jazdy po górach. 8-krotnie był mistrzem swojego kraju (6 razy na szosie (w tym 4 razy w wyścigu górskim) i 2 razy w przełaju). Wygrał klasyki Giro di Lombardia w roku 1993 oraz Liège-Bastogne-Liège w 1996. W tym samym roku zdobył też złoty medal na Olimpiadzie w Atlancie w wyścigu ulicznym.
W wyścigach wieloetapowych najlepiej radził sobie na etapach górskich, wygrywając klasyfikację górską na Giro d’Italia w 1994. Ponadto wygrał etap 16. na Tour de France 1989 i etap 12. na Tour de France 1996 oraz odniósł zwycięstwo w klasyfikacjach generalnych Tour de Suisse (1994) i Tour de Romandie (1993, 1994).